# Insurgencia en Yemen del Sur
La insurgencia Yemen del Sur es un término usado por el gobierno de Yemen para describir las protestas y los ataques contra las fuerzas del gobierno en el sur del país, en curso desde el 27 de abril de 2009, día de la independencia de Yemen del Sur. Aunque la violencia ha sido atribuida a elementos dentro del movimiento secesionista del sur, los líderes del grupo sostienen que su objetivo de independencia se logra a través de medios pacíficos, y afirman que los ataques son de ciudadanos en respuesta a actos de provocación del gobierno. La insurgencia se produce en medio de intensos combates con los insurgentes chiíes en el norte del país. Líderes del sur encabezaron una breve separación, sin éxito, en 1994, la unificación se dio posteriormente. Muchos de ellos están involucrados en el movimiento de secesión actual.